# Thomas Van der Plaetsen
Thomas Van der Plaetsen (ur. 24 grudnia 1990 w Gandawie) – belgijski lekkoatleta specjalizujący się w wielobojach.
W 2009 roku ustanawiając rekord Belgii juniorów został w Nowym Sadzie mistrzem Europy juniorów. Szósty zawodnik halowego czempionatu Europy (2011). Młodzieżowy mistrz Europy (Ostrawa 2011). Mistrz uniwersjady w 2013. W marcu 2014 zdobył brąz halowych mistrzostw świata w Sopocie. Medalista mistrzostw kraju (także w skoku o tyczce) oraz reprezentant swojego kraju w pucharze Europy w wielobojach lekkoatletycznych.
W październiku 2014 roku podczas kontroli dopingowej stwierdzono w jego organizmie obecność hormonu ciążowego HCG. Czując się niewinny, zaczął szukać informacji na temat hormonu, dzięki czemu dowiedział się, że jego obecność u mężczyzn może być dowodem na chorobę nowotworową. Wobec podejrzeń choroby poddał się diagnostyce, która wykryła u niego raka jąder. Natychmiast podjął leczenie chirurgiczne i chemioterapię oraz został oczyszczony z zarzutów o doping. Po zakończeniu pod koniec listopada 2014 roku leczenia, powrócił do treningów, a do udziału w zawodach wrócił 27 maja 2015 roku. W tym samym roku na uniwersjadzie w Gwangju obronił złoty medal z 2013 roku.
Na mistrzostwach świata w 2015 roku Van der Plaetsen zajął 14. miejsce w dziesięcioboju; przy czym był najlepszy w konkursie skoku o tyczce (5,30 m) i skoku wzwyż (2,13 m) w tej konkurencji. Rok później, w Amsterdamie został mistrzem Europy.
30 maja 2021 roku, na mityngu w Götzis ustanowił nowy rekord życiowy wynoszący 8430 punktów, dzięki czemu wywalczył sobie bilet na Igrzyska Olimpijskie w Tokio . IO rozpoczął bardzo dobrze, uzyskując czas 11,05 sekundy na 100 metrów, czyli o jedną setną sekundy gorszy od swojego rekordu życiowego. Niestety w drugiej konkurencji - skoku w dal już podczas pierwszej próby doznał zerwania ścięgna udowego i musiał zrezygnować z dalszego udziału w zawodach .
W czerwcu 2024 roku wystąpił na Mistrzostwach Europy w Rzymie. Zawody ukończył na 11. miejscu z dorobkiem 8084 punktów. Po tym występie ogłosił, że nie będzie już więcej występować w zawodach międzynarodowych .

## Osiągnięcia
| Rok  | Impreza                              | Miejsce        | Konkurencja   | Lokata      | Wynik     |
| ---- | ------------------------------------ | -------------- | ------------- | ----------- | --------- |
| 2009 | Mistrzostwa Europy juniorów          | Nowy Sad       | dziesięciobój | 1. miejsce  | 7769 pkt. |
| 2010 | II liga pucharu Europy w wielobojach | Tel Awiw-Jafa  | dziesięciobój | 3. miejsce  | 7564 pkt. |
| 2011 | Halowe mistrzostwa Europy            | Paryż          | siedmiobój    | 6. miejsce  | 6020 pkt. |
| 2011 | Młodzieżowe mistrzostwa Europy       | Ostrawa        | dziesięciobój | 1. miejsce  | 8157 pkt. |
| 2011 | Mistrzostwa świata                   | Daegu          | dziesięciobój | 13. miejsce | 8069 pkt. |
| 2013 | Uniwersjada                          | Kazań          | dziesięciobój | 1. miejsce  | 8164 pkt. |
| 2013 | Mistrzostwa świata                   | Moskwa         | dziesięciobój | 15. miejsce | 8255 pkt. |
| 2014 | Halowe mistrzostwa świata            | Sopot          | siedmiobój    | 3. miejsce  | 6259 pkt. |
| 2014 | Mistrzostwa Europy                   | Zurych         | dziesięciobój | 10. miejsce | 8105 pkt. |
| 2015 | Uniwersjada                          | Gwangju        | dziesięciobój | 1. miejsce  | 7952 pkt. |
| 2015 | Mistrzostwa świata                   | Pekin          | dziesięciobój | 14. miejsce | 8035 pkt. |
| 2016 | Mistrzostwa Europy                   | Amsterdam      | dziesięciobój | 1. miejsce  | 8218 pkt. |
| 2016 | Igrzyska olimpijskie                 | Rio de Janeiro | dziesięciobój | 8. miejsce  | 8332 pkt. |
| 2017 | Mistrzostwa świata                   | Londyn         | dziesięciobój | –           | DNF       |
| 2018 | Mistrzostwa Europy                   | Berlin         | dziesięciobój | –           | DNF       |
| 2019 | Halowe mistrzostwa Europy            | Glasgow        | siedmiobój    | 6. miejsce  | 5989 pkt. |
| 2019 | Mistrzostwa świata                   | Doha           | dziesięciobój | 9. miejsce  | 8125 pkt. |
| 2021 | I liga drużynowych mistrzostw Europy | Kluż-Napoka    | skok w dal    | 5. miejsce  | 7,66      |
| 2024 | Mistrzostwa Europy                   | Rzym           | dziesięciobój | 11. miejsce | 8084 pkt. |

## Rekordy życiowe
- siedmiobój – 6259 pkt. (8 marca 2014, Sopot) rekord Belgii
- dziesięciobój – 8430 pkt. (30 maja 2021, Götzis)